# Osuna
Osuna – miasto w Andaluzji, w prowincji Sewilla; ok. 17 tys. mieszkańców.
W 2014 roku w mieście kręcono części piątego sezonu Gry o tron HBO.

## Historia miasta
Założona przez Iberów osada Urso, została przyłączona do Rzymu w II wieku p.n.e.; gdy w 49 roku p.n.e. doszło do wojny domowej Pompejusza z Cezarem, mieszkańcy Osuny opowiedzieli się za tym pierwszym, stając się najdłużej broniącą się fortecą zwolenników Pompejusza na Płw. Iberyjskim. Następnie w dobie Cesarstwa Rzymskiego zostało przekształcone w garnizon. Po okresie panowania arabskiego, Oxuna (arabska nazwa) została zdobyta przez chrześcijan w 1239 roku. W wieku XVI zaczyna się trwający dwa stulecia okres dynamicznego rozwoju i prosperity miasta, związany z działalnością w nim hrabiów de Girón (od 1562 książęta Osuna). Byli oni fundatorami Colegiata de Santa María de la Asunción, uniwersytetu (1549) oraz wielu innych budowli.

## Najważniejsze zabytki

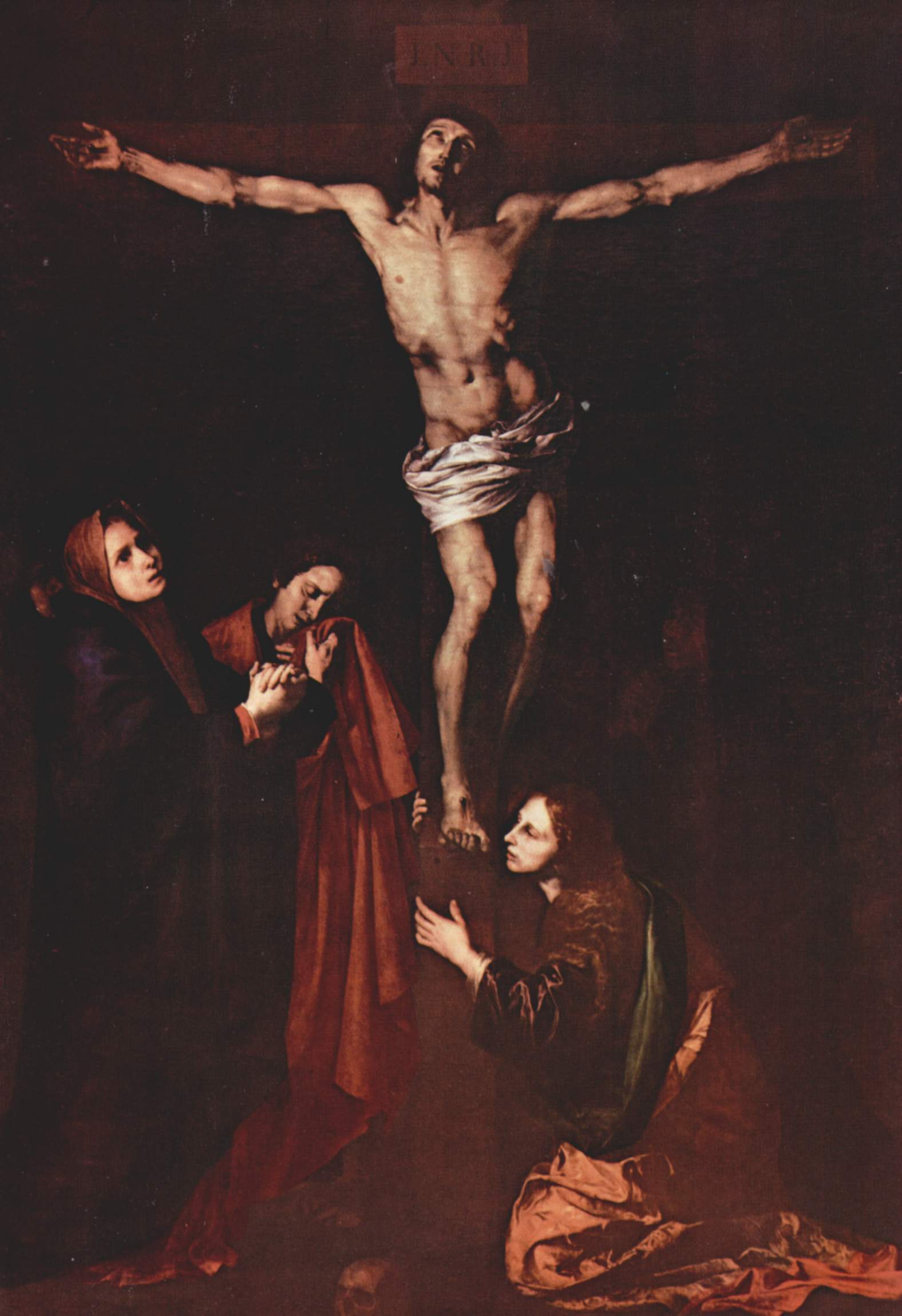
José de Ribera, Ukrzyżowanie, Colegiata de Santa María de la Asunción, ok. 1620

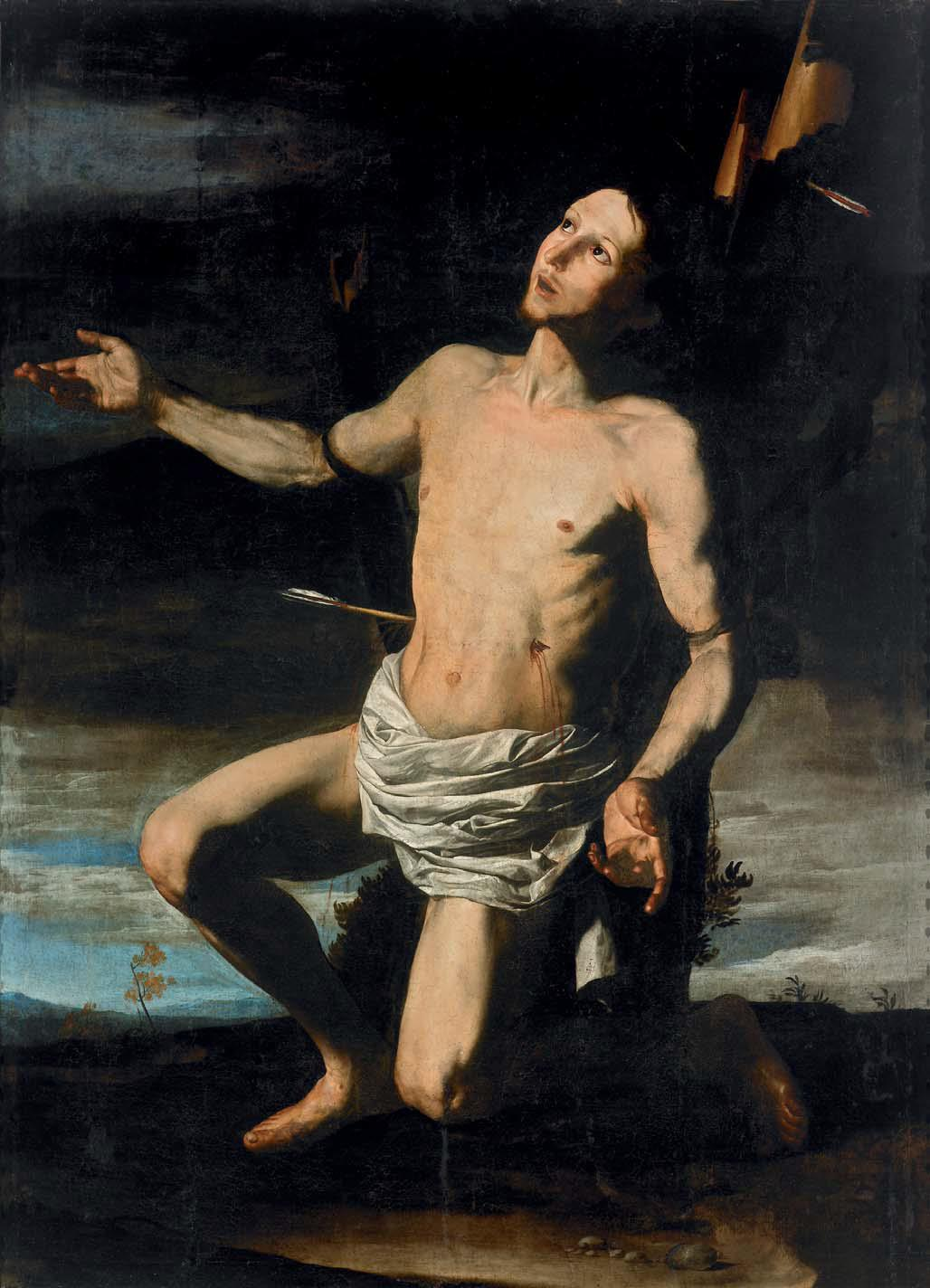
José de Ribera, Święty Sebastian, Colegiata de Santa María de la Asunción, ok. 1620

- Colegiata de Santa María de la Asunción – kolegiata zbudowana około 1530 roku, mauzoleum książąt Osuna; w zakrystii znajdują się cztery obrazy José de Ribery
- Monasterio de la Encarnación – założony w 1549 roku klasztor karmelitanek bosych z krużgankami zdobionymi barokowymi azulejos z przedstawieniami pór roku, zmysłów, scen polowań i wojennych. Wewnątrz muzeum eksponuje bogaty zbiór rzeźb Dzieciątka Jezus.
- Antigua Cilla del Cabildo – spichlerz zbudowany w 1773 roku. Fronton nad portalem wejściowy ozdobiony reliefem z przedstawieniem Giraldy oraz świętymi Justyną i Rufiną.
- Palacio de los Condes de la Gomera – wyróżnia się pełną zawijasów fasadą z żółtymi gzymsami, czarnymi kratami w oknach oraz gargulcami w kształcie armat.